# Jen Ming-fu
Jen Ming-fu (čínsky pchin-jinem Yán Míngfù; 11. listopadu 1931 – 3. července 2023) byl čínský komunistický politik, v 50. a 60. letech pracoval jako překladatel pro vedení odborů a Komunistické strany Číny. Za kulturní revoluce byl vězněn. Po propuštění roku 1975 pracoval v týmu sestavujícím sebrané spisy Mao Ce-tunga, poté přešel do nakladatelství Encyklopedie Číny. Od roku 1985 působil v politických funkcích jako vedoucí oddělení jednotné fronty ústředního výboru KS Číny (1985–1990), tajemník sekretariátu ústředního výboru KS Číny (1987–1989) a místopředseda celostátního výboru Čínského lidového politického poradního shromáždění (1988–1990). Podporoval politickou liberalizaci, po potlačení protestů v Pekingu roku 1989 byl odvolán z politických funkcí. Později v letech 1991–1997 působil jako náměstek ministra občanských záležitostí, poté se věnoval charitativní činnosti.

## Život
Jen Ming-fu se narodil 11. listopadu 1931 v Pekingu. Jeho otec Jen Pao-chang byl aktivistou Kuomintangu a od roku 1937 (tajným) členem Komunistické strany Číny. Rodiny před japonskou invazí uprchla z Šen-jangu do Pekingu, kde se narodil Jen Ming-fu, poté do Nankingu a nakonec Čchung-čchingu. Zde Jen Pao-chang, již jako komunista, pracoval pro jižní byro ÚV KS Číny v čele s Čou En-lajem, přičemž část rodiny odešla do Jen-anu, tehdejšího centra čínských komunistů. Roku 1946 byl Jen Pao-chang stranou přeložen do Mandžuska, kam odešel s rodinou.
V letech 1947–1949 Jen Ming-fu studoval ruštinu na Charbinské škole cizích jazyků. Roku 1949 vstoupil do Komunistické strany Číny. Po absolvování školy pracoval jako tlumočník pro vedení odborů a komunistické strany. Od roku 1957 byl vedoucím překladatelského týmu v Hlavní kanceláři ústředního výboru KS Číny, zodpovědný za tlumočení zahraničních návštěv vedení strany a setkání se zahraničními hosty, jakož i za překlady korespondence mezi KS Číny a Komunistickou stranou Sovětského svazu.
V červnu 1966 byli Jen Ming-fu a další suspendováni ze svých funkcí; v listopadu 1967 byl jeho otec Jen Pao-chang zatčen za údajnou účast v kontrarevoluční skupině, o několik dní později byl zatčen i Jen Ming-fu na základě obvinění, že je sovětským agentem, aktivním kontrarevolucionářem a spolupracovníkem Jang Šang-kchuna (v letech 1948–1965 vedoucího Hlavní kanceláře ÚV). Jen Ming-fuova manželka Wu Kche-liang, která pracovala pro ústřední výbor Sjednocené ligy národů, byla rovněž zadržena a později byla poslána do „školy kádrů 7. května“, zatímco ostatní příbuzní byli rovněž vystaveni různému stupni represí. Po dlouhém pobytu ve vězení, kde mohl spát pouze čelem ke směru, kterým ho viděli dozorci, se mu zdeformoval obličej a v roce 1975 byl správou věznice označen za duševně nemocného a „léčen“ elektrošoky, protože si často povídal rusky a projevovaly se u něj příznaky paranoie z odposlouchávání.
V dubnu 1975 byl na Mao Ce-tungův pokyn spolu s řadou dalších vězňů propuštěn. Teprve po propuštění se dozvěděl, že jeho otec zemřel ve vězení už v květnu 1968 a že jeho matka Gao Su zemřela v červenci 1971 v Šanghaji po dlouhé nemoci. V letech 1975–1978 pracoval v týmu při ústředním výboru KS Číny sestavujícím Mao Ce-tungovy sebrané spisy. Koncem roku 1978 byli Jen Ming-fu i Jen Pao-chang rehabilitováni a byla jim navrácena dobrá pověst; v letech 1978–1983 Jen Ming-fu působil jako zástupce šéfredaktora nakladatelství Encyklopedie Číny.
V roce 1983 se stal zástupcem generálního sekretáře stálého výboru Všečínského shromáždění lidových zástupců a v listopadu 1985 na doporučení Jang Šang-kuna převzal vedení oddělení jednotné fronty ústředního výboru KS Číny. V roce 1986 byl kooptován za člena stálého výboru celostátního výboru Čínského lidového politického poradního shromáždění. Na XIII. sjezdu KS Číny v říjnu/listopadu 1987 byl zvolen členem ústředního výboru a vzápětí tajemníkem sekretariátu ústředního výboru. V dubnu 1998 byl zvolen i druhým místopředsedou celostátního výboru Čínského lidového politického poradního shromáždění (jak bylo pro vedoucího oddělení jednotné fronty obvyklé). Jako člen vedení strany odpovědný za oblast jednotné fronty se snažil o posílení role menších politických stran a nestraníků v politice.
Patřil k reformně-liberálním politikům, vyzdviženým do vedení strany generálním tajemníkem strany Čao C’-jangem, při krizi roku 1989 sdílel jeho smířlivé postoje k demonstracím v Pekingu a byl s ním a dalšími (Chu Čchi-li, Žuej Sing-wen) odvolán z vedení strany. Ze sekretariátu odešel v červnu 1989, z oddělení jednotné front byl odvolán v listopadu 1990 a současně byl odvolán i z místopředsednické funkce (a vedení stranické skupiny) v celostátního výboru Čínského lidového politického poradního shromáždění.
K politické činnosti na nižší úrovni se vrátil v květnu 1991, když jmenován náměstkem ministra pro občanské záležitosti (do července 1997). V červenci 1997 odešel do důchodu s plnou ministerskou hodností. I po roce 1997 zůstal veřejně činný, podílel se na založení Čínské charitativní federace, v letech 1997–2002 byl jejím prezidentem a i poté se věnoval charitativní činnosti.
Zemřel 3. července 2023 v Pekingu.